# Levantamento de peso nos Jogos Pan-Americanos de 2011 - Até 94 kg masculino
A categoria até 94 kg masculino do levantamento de peso nos Jogos Pan-Americanos de 2011 foi disputada em 26 de outubro no Fórum de Halterofilismo com dez halterofilistas de oito países.

## Calendário
Horário local (UTC-6).
| Data          | Horário | Fase  |
| ------------- | ------- | ----- |
| 26 de outubro | 14:00   | Final |

## Medalhistas
| Ouro   | CUB Javier Vanega    |
| Prata  | VEN Herbys Márquez   |
| Bronze | ECU Eduardo Guadamud |

## Resultados
| Pos.              | Nome             | País               | Grupo | Peso (kg) | Arranque (kg) | Arremesso (kg) | Total (kg) |
| ----------------- | ---------------- | ------------------ | ----- | --------- | ------------- | -------------- | ---------- |
| Medalha de ouro   | Javier Vanega    | CUB Cuba           | A     | 92.61     | 170           | 200            | 370        |
| Medalha de prata  | Herbys Márquez   | VEN Venezuela      | A     | 93.01     | 162           | 203            | 365        |
| Medalha de bronze | Eduardo Guadamud | ECU Equador        | A     | 93.81     | 165           | 200            | 365        |
| 4                 | Jonathan North   | USA Estados Unidos | A     | 92.30     | 155           | 183            | 338        |
| 5                 | Jared Fleming    | USA Estados Unidos | A     | 91.71     | 155           | 180            | 335        |
| 6                 | Moisés Cartagena | PUR Porto Rico     | A     | 93.20     | 151           | 177            | 328        |
| 7                 | Emmanuel Suárez  | MEX México         | A     | 92.70     | 136           | 185            | 321        |
| 8                 | Roberto Rosado   | PUR Porto Rico     | A     | 92.68     | 140           | 180            | 320        |
| 9                 | Joel Pavón       | HON Honduras       | A     | 92.58     | 135           | 175            | 310        |
| 10                | Hernán Viera     | PER Peru           | A     | 93.15     | 135           | 170            | 305        |